# UGCA 92
UGCA 92 est une galaxie naine irrégulière rapprochée et située dans la constellation de la Girafe. Du fait de sa proximité avec le Groupe local, on ne peut utiliser le décalage vers le rouge (redshift) pour déterminer sa distance. Cependant, neuf mesures non basées sur ce dernier nous donnent une distance de 2,422 ± 0,887 Mpc (∼7,9 millions d'al).
La classe de luminosité d'UGCA 92 est V-VI et elle présente une large raie HI. Sa vitesse par rapport au fond diffus cosmologique est de −168 ± 7 km/s.

## Groupe IC 342/Maffei
UGCA 92 est membre du groupe IC 342/Maffei, un groupe de galaxies proche et composé d'une vingtaine de galaxies.